# Dianne Kornberg
Dianne Kornberg (1945) é uma artista americana.

## Educação
Kornberg nasceu em Chicago. Ela recebeu um bacharelato em pintura em 1967 e um mestrado em pintura em 1970, ambos pela Universidade de Indiana.

## Obras
Kornberg é conhecida pelas suas fotografias e impressões de ossos e artefactos de arquivo. O seu trabalho encontra-se incluído nas colecções do Portland Art Museum, da Henry Art Gallery, do Seattle Art Museum, do Princeton University Art Museum e do Departamento de Estado dos Estados Unidos.